# Gowdahalli, Dod Ballapur
Gowdahalli là một làng thuộc tehsil Dod Ballapur, huyện Bangalore Rural, bang Karnataka, Ấn Độ.